# Пајица Омчикус
Павле Омчикус (1912—1942), звани Пајо или Пајица је био вођа српских побуњеника током српске побуне против злочина Независне државе Хрватске над Србима, у јулу 1941. године. Касније је командовао ројалистичким четничким пуком „Краљ Петар II“. Убијен је у партизанском притвору у марту 1942. године.

## Младост
Павле Омчикус је рођен 1912. године у Србу у Аустроугарској. Отац му се звао Гајо, а мајка Марија. Омчикусова породица била је позната у региону, јер су Павлов отац и деда били председници српске општине. Омчикус је завршио основну школу у Србу, а гимназију у Госпићу. Служио је у Краљевској југословенској војсци у Мељинама у Которском заливу од 1933. до 1934. Био је присталица Самосталне демократске странке, али се касније придружио крајње десничарској Југословенској радикалној заједница. 

## Устанак у НДХ
На почетку српског устанка Омчикус је — заједно са Пером Рајком, Милошем Торбицом и другим побуњеницима — напао Срб и уништио усташки гарнизон. Омчикус је организовао коришћење камиона за превоз побуњеника на положаје фронта.
Августа 1941. године у Лици је основан четнички пук „Краљ Петар II“, а за његовог команданта постављен је Омчикус. Јавно се није слагао са комунистичким лидерима у Лици, оптужујући их да су одговорни за политичку подјелу међу Србима.
Италија је устанак искористила као изговор да покуша да прошири територију Независне државе Хрватске (НДХ) под италијанском контролом дубље у западну Босну. Четничке вође Омчикус, Рађеновић и мајор Рашета су тврдили да ће Италијани спасити Србе од терора усташа; и да са Италијанима треба направити примирје. НДХ и Италија су се 26. августа 1941. договориле да Друга италијанска армија окупира и пацификује побуњенике у другој и трећој зони.

## Смрт
Неки послератни комунистички извори су истицали да се Омчикус наводно предао партизанима предвођеним комунистима са намером да им се придружи. Војвода Момчило Ђујић, који је био командант југословенских четничких снага у Лици, упутио је ултиматум комунистима да ослободе Омчикуса.
Неки комунистички извори су тврдили да је Омчикус извршио самоубиство у затвору на Крбавици који су држали комунисти, док су савремени комунистички извештаји говорили да су Омчикуса и групу од 30 југословенских четника ухватили и убили комунисти.

## Циљеви Динарске дивизије
Вође српских побуњеника који су припадали четничким јединицама Динарске дивизије договорили су се о основним принципима њихове даље борбе. То је представљено у документу састављеном од 8. до 12. марта 1942. године и носио је назив „Елаборат Динарске дивизије“. Главни циљ њихове борбе за успостављање српске националне државе био је детаљно одређен, а потписали су га Момчило Ђујић, Павле Поповић, Павле Омчикус, Бранко Богуновић и Мане Роквић.